# پسونج
پسونج (به لاتین: Psunj) یک کوه در کرواسی است که در Slavonia, Croatia واقع شده‌است. پسونج ۹۸۴ متر بالاتر از سطح دریا واقع شده‌است.